# 44-я отдельная разведывательная авиационная эскадрилья ВВС Балтийского флота
44-я отдельная разведывательная авиационная эскадрилья ВВС Балтийского флота, она же 44-я отдельная авиационная эскадрилья ВВС Балтийского флота —  воинское подразделение вооружённых сил  СССР в Великой Отечественной войне.

## История
Сформирована до 1939 года.
На вооружении эскадрильи к началу войны состояли самолёты МБР-2, базировалось подразделение в  Таллине
В составе действующей армии во время ВОВ c 22 июня 1941 по 9 мая 1945 года.
Можно говорить о том, что эскадрилья среди советских ВВС флота первой приняла участие в боевых действиях: в 3-30 22 июня 1941 года два самолёта МБР-2, вылетевшие из Таллина обнаружили группу неизвестных кораблей и были ею обстреляны. Это оказался отряд немецких минных заградителей, возвращающийся домой после установки закграждений. 24 июня 1941 года самолёты эскадрильи по ошибки подвергли атаке советскую подводную лодку М-90 и вынудили её залечь на дно.
С начала августа 1941 года эскадрилья была привлечена к обороне Таллина, действует по сухопутным немецким войскам, продвигающимся к столице Эстонии, 26 августа 1941 года была вынуждена перелететь в Ленинград
В сентябре 1941 года вошла в состав 15-го авиационного полка ВВС Балтийского флота и вела боевые действия в составе полка до марта 1943 года, а с марта 1943 года и до конца войны - в составе 15-го отдельного морского разведывательного авиационного полка ВВС Балтийского флота.
В 1943 году перевооружена самолётами Пе-2р и «Дугласами» А-20.
На 1 января 1943 года базируется на аэродроме Борки, на 1 января 1944 года - Гражданка, на 1 ноября 1944 года в Паневежисе, где по всей видимости, и закончила войну.

## Полное наименование
44-я отдельная разведывательная авиационная эскадрилья ВВС Балтийского флота

## Подчинение
| Дата            | Флот            | Армия | Корпус | Полк                                                                           | Примечания |
| --------------- | --------------- | ----- | ------ | ------------------------------------------------------------------------------ | ---------- |
| 22.06.1941 года | Балтийский флот | -     | -      | -                                                                              | -          |
| 01.07.1941 года | Балтийский флот | -     | -      | -                                                                              | -          |
| 10.07.1941 года | Балтийский флот | -     | -      | -                                                                              | -          |
| 01.08.1941 года | Балтийский флот | -     | -      | -                                                                              | -          |
| 01.09.1941 года | Балтийский флот | -     | -      | -                                                                              | -          |
| 01.10.1941 года | Балтийский флот | -     | -      | 15-й авиационный полк ВВС Балтийского флота                                    | -          |
| 01.11.1941 года | Балтийский флот | -     | -      | 15-й авиационный полк ВВС Балтийского флота                                    | -          |
| 01.12.1941 года | Балтийский флот | -     | -      | 15-й авиационный полк ВВС Балтийского флота                                    | -          |
| 01.01.1942 года | Балтийский флот | -     | -      | 15-й авиационный полк ВВС Балтийского флота                                    | -          |
| 01.02.1942 года | Балтийский флот | -     | -      | 15-й авиационный полк ВВС Балтийского флота                                    | -          |
| 01.03.1942 года | Балтийский флот | -     | -      | 15-й авиационный полк ВВС Балтийского флота                                    | -          |
| 01.04.1942 года | Балтийский флот | -     | -      | 15-й авиационный полк ВВС Балтийского флота                                    | -          |
| 01.05.1942 года | Балтийский флот | -     | -      | 15-й авиационный полк ВВС Балтийского флота                                    | -          |
| 01.06.1942 года | Балтийский флот | -     | -      | 15-й авиационный полк ВВС Балтийского флота                                    | -          |
| 01.07.1942 года | Балтийский флот | -     | -      | 15-й авиационный полк ВВС Балтийского флота                                    | -          |
| 01.08.1942 года | Балтийский флот | -     | -      | 15-й авиационный полк ВВС Балтийского флота                                    | -          |
| 01.09.1942 года | Балтийский флот | -     | -      | 15-й авиационный полк ВВС Балтийского флота                                    | -          |
| 01.10.1942 года | Балтийский флот | -     | -      | 15-й авиационный полк ВВС Балтийского флота                                    | -          |
| 01.11.1942 года | Балтийский флот | -     | -      | 15-й авиационный полк ВВС Балтийского флота                                    | -          |
| 01.12.1942 года | Балтийский флот | -     | -      | 15-й авиационный полк ВВС Балтийского флота                                    | -          |
| 01.01.1943 года | Балтийский флот | -     | -      | 15-й авиационный полк ВВС Балтийского флота                                    | -          |
| 01.02.1943 года | Балтийский флот | -     | -      | 15-й авиационный полк ВВС Балтийского флота                                    | -          |
| 01.03.1943 года | Балтийский флот | -     | -      | 15-й авиационный полк ВВС Балтийского флота                                    | -          |
| 01.04.1943 года | Балтийский флот | -     | -      | 15-й отдельный морской разведывательный авиационный полк ВВС Балтийского флота | -          |
| 01.05.1943 года | Балтийский флот | -     | -      | 15-й отдельный морской разведывательный авиационный полк ВВС Балтийского флота | -          |
| 01.06.1943 года | Балтийский флот | -     | -      | 15-й отдельный морской разведывательный авиационный полк ВВС Балтийского флота | -          |
| 01.07.1943 года | Балтийский флот | -     | -      | 15-й отдельный морской разведывательный авиационный полк ВВС Балтийского флота | -          |
| 01.08.1943 года | Балтийский флот | -     | -      | 15-й отдельный морской разведывательный авиационный полк ВВС Балтийского флота | -          |
| 01.09.1943 года | Балтийский флот | -     | -      | 15-й отдельный морской разведывательный авиационный полк ВВС Балтийского флота | -          |
| 01.10.1943 года | Балтийский флот | -     | -      | 15-й отдельный морской разведывательный авиационный полк ВВС Балтийского флота | -          |
| 01.11.1943 года | Балтийский флот | -     | -      | 15-й отдельный морской разведывательный авиационный полк ВВС Балтийского флота | -          |
| 01.12.1943 года | Балтийский флот | -     | -      | 15-й отдельный морской разведывательный авиационный полк ВВС Балтийского флота | -          |
| 01.01.1944 года | Балтийский флот | -     | -      | 15-й отдельный морской разведывательный авиационный полк ВВС Балтийского флота | -          |
| 01.02.1944 года | Балтийский флот | -     | -      | 15-й отдельный морской разведывательный авиационный полк ВВС Балтийского флота | -          |
| 01.03.1944 года | Балтийский флот | -     | -      | 15-й отдельный морской разведывательный авиационный полк ВВС Балтийского флота | -          |
| 01.04.1944 года | Балтийский флот | -     | -      | 15-й отдельный морской разведывательный авиационный полк ВВС Балтийского флота | -          |
| 01.05.1944 года | Балтийский флот | -     | -      | 15-й отдельный морской разведывательный авиационный полк ВВС Балтийского флота | -          |
| 01.06.1944 года | Балтийский флот | -     | -      | 15-й отдельный морской разведывательный авиационный полк ВВС Балтийского флота | -          |
| 01.07.1944 года | Балтийский флот | -     | -      | 15-й отдельный морской разведывательный авиационный полк ВВС Балтийского флота | -          |
| 01.08.1944 года | Балтийский флот | -     | -      | 15-й отдельный морской разведывательный авиационный полк ВВС Балтийского флота | -          |
| 01.09.1944 года | Балтийский флот | -     | -      | 15-й отдельный морской разведывательный авиационный полк ВВС Балтийского флота | -          |
| 01.10.1944 года | Балтийский флот | -     | -      | 15-й отдельный морской разведывательный авиационный полк ВВС Балтийского флота | -          |
| 01.01.1945 года | Балтийский флот | -     | -      | 15-й отдельный морской разведывательный авиационный полк ВВС Балтийского флота | -          |
| 01.02.1945 года | Балтийский флот | -     | -      | 15-й отдельный морской разведывательный авиационный полк ВВС Балтийского флота | -          |
| 01.03.1945 года | Балтийский флот | -     | -      | 15-й отдельный морской разведывательный авиационный полк ВВС Балтийского флота | -          |
| 01.04.1945 года | Балтийский флот | -     | -      | 15-й отдельный морской разведывательный авиационный полк ВВС Балтийского флота | -          |
| 01.05.1945 года | Балтийский флот | -     | -      | 15-й отдельный морской разведывательный авиационный полк ВВС Балтийского флота | -          |

## Командиры
- майор В. И. Мухин

в 1941 году командир 44 АЭ капитан Усачёв